# Jean David Nkot
Jean David Nkot est un artiste peintre camerounais, né en 1989 à Douala, où il vit et travaille. 

## Formation
Nkot obtient son baccalauréat en peinture à l’Institut de Formation Artistique de Mbalmayo (IFA) avant de poursuivre ses études à l’Institut des Beaux-arts de Foumban, où il obtient une licence en dessin et peinture en 2013.
En 2017, il rejoint le  Post-Master Frontières Mouvantes, organisé par l’École Nationale Supérieure d’Arts de Paris-Cergy en France.

## Thématiques et Engagement
Jean David Nkot explore dans son travail la condition humaine, en mettant l'accent sur les défis liés à la migration et au déplacement. Il aborde la résilience, soulignant la lutte et la dignité des personnes face aux difficultés.
Inspiré par le concept de la zone grise de Primo Levi, il examine l'entre-deux des voyages migratoires. En dénonçant les injustices sociales, il s'attaque à la marginalisation et aux barrières imposées par la société. Son engagement vise à sensibiliser le public à ces problématiques humaines et sociales, tout en créant des espaces de dialogue autour de ces sujets.

## Expositions
- 1-54 Marrakech (Maroc, 2020)[4].
- Investec Cape Town (Afrique du Sud, 2020)[5].
- AKAA (Paris, France, 2019)[6].